# 楊嘉祚
楊嘉祚（？—？），字邦隆，號寨雲，江西吉安府泰和县人，明朝末期政治人物、進士出身。

## 生平
萬曆三十七年（1609年）己酉科应天府乡试举人，四十四年（1616年）登丙辰科二甲第七名進士，兵部觀政，授南兵部主事，四十六年升武选司郎中，天啓元年升至揚州府知府，在任期間以堅壁方法抵禦白蓮教的寇亂，因得罪魏黨崔呈秀而被貶，隨後因廷臣舉薦而升任廣西副使，五年改府江道。因再被彈劾而不再出仕。书法清古，善画墨竹。

## 家族
曾祖楊思堯，庠生。祖父楊紹祖，贈浙江佥事。父楊寅秋，萬曆二年甲戌進士，太仆寺卿。